# Dicrocerus
Dicrocerus – wymarły rodzaj ssaka z rodziny jeleniowatych (Cervidae). Żył w centralnej Europie (spokrewnione gatunki w Azji). Mierzył 70 cm wysokości, czyli mniej więcej tyle, co dzisiejsza sarna. Posiadał długą czaszkę dźwigającą poroże o zgrubiałej podstawie - był to pierwszy taki przypadek wśród jeleniowatych. Poroże to było dość prymitywne, rosochy nie występowały, nie dysponowały nim także samice. 
Samiec zaś rozstawał się z nim na zimę, jak to czynią dzisiejsze łosie. Główny pień co roku był krótszy, tak jak u dzisiejszych mundżaków.
Zwierzę to prawdopodobnie pochodziło z Azji, aczkolwiek zamieszkiwało lasy Europy. Żyło w miocenie (10-5 milionów lat temu), wymarło zaś na początku pliocenu, nie pozostawiając żadnych potomków.

## Etymologia
Dicrocerus: gr. δικρος dikros „rozszczepiony, rozwidlony”; κερας keras, κερατος keratos „róg”.

## Gatunki
- D. elegans